# Gjest Baardsen
Gjest Baardsen (1791 - 13 tháng 5 năm 1849) là một tội phạm người Na Uy, kẻ vượt ngục, nhà văn, nhà văn phi hư cấu và người viết hồi ký. Ông là một trong những tên tội phạm khét tiếng nhất ở Na Uy trong thế kỷ 19.

## Đời tư
Baardsen sinh ra ở Sogndalsfjøra, là con trai của một ngư dân có tên là Baard Gjestsen Fjæren và Maritha Pedersdatter. Cha ông mất năm 1793. Baardsen kết hôn với Anne Elisabeth Reinche năm 1848. Vợ của ông có hai con với một người đàn ông khác trước khi kết hôn.

## Phạm tội và sự nghiệp văn học
Baardsen bị bắt nhiều lần vì tội trộm cắp, và trở thành huyền thoại với nhiều lần vượt ngục thành công. Từ năm 1827, ông thụ án chung thân tại Nhà tù Akershus, nơi ông bắt đầu sự nghiệp văn học. Những phần đầu tiên của cuốn tự truyện của ông được xuất bản từ năm 1835. Ông bị giam giữ tại Akershus trong 18 năm. Sau khi ra tù năm 1845, ông kiếm sống bằng nghề bán nhạc và bán sách, kết hôn và định cư ở Bergen. Trong số các bài hát của ông có bài về cuộc vượt ngục của người bạn tù Ole Høiland khỏi Akershus (1839), và bài về cái chết của Høiland, "Ole Høilands Død" từ năm 1849. Ông đã viết một bộ sưu tập các từ thông dụng trong một nhóm phương ngữ xã hội gọi là Fantespråk ("ngôn ngữ lãng khách"), được Eilert Sundt sử dụng trong các nghiên cứu của mình, và được xuất bản thành Vandrings- eller skøiersprog vào năm 1948.

## Di sản
Phần cuối cùng trong cuốn tự truyện của Baardsen, kể lại cuộc đời của ông sau khi ra tù, được xuất bản (theo di chúc) vào năm 1869, và cuốn tự truyện đầy đủ của ông đã được tái bản nhiều lần. Một bộ phim dựa trên cuộc đời của Baardsen được thực hiện vào năm 1939, do Tancred Ibsen đạo diễn. Alfred Maurstad thủ vai nhân vật tiêu đề của bộ phim. Bộ phim Gjest Baardsen là một trong những bộ phim Na Uy được xem nhiều nhất từ những năm 1930. Bài hát nhạc phim "Fjellsangen", do Maurstad thể hiện trong phim, trở nên rất nổi tiếng. Cuộc đời của ông cũng là nền tảng cho nhiều tiểu thuyết và vở kịch, thường dựa trên tự truyện của ông, trong đó ông biện minh cho tội trạng của mình bằng cách tuyên bố rằng ông đã ăn cắp của những người giàu sang rồi chia cho người nghèo. Nghiên cứu sau đó chỉ ra rằng phiên bản của chính ông đã được lý tưởng hóa và không phải là sự thật. Ngôi nhà thời thơ ấu của Baardsen ở Sogndalsfjøra đã được bảo quản và chuẩn bị được sử dụng như một bảo tàng.